# Carnets de Philippe Jaccottet
Les Carnets du poète Philippe Jaccottet sont à l'origine de plusieurs de ses œuvres, dont La Semaison, qui occupe une place essentielle dans son œuvre poétique. Ils sont présentés ci-dessous dans l'ordre de publication.

## La Semaison
La Semaison, paru en mars 1984, regroupe les carnets écrits par Jaccottet entre 1954 et 1979. Les carnets 1954-1962 avaient été publiés chez Payot en 1963, à l'instar des carnets 1968-1975, sous le titre de Journées, en 1971. Comme les deux volumes suivants, La Semaison a pour épigraphe la définition du mot semaison dans le Littré : « dispersion naturelle des graines d'une plante ».

## La Seconde Semaison
Suite directe de La Semaison, cet ouvrage, publié chez Gallimard en 1996, reprend des notes écrites de 1980 à 1994 ; les carnets de 1980 à 1984 avaient auparavant été publiés chez Fata Morgana sous le titre de Autres journées.

## Carnets 1995-1998
Le statut de cet ouvrage, paru en mai 2001, est précisé par son sous-titre La Semaison, III.

## Observations et autres notes anciennes(1947-1962)
Cet ouvrage, paru en septembre 1998, regroupe des notes que l'auteur n'avait pas intégrées dans La Semaison, pour différentes raisons - par exemple, d'après lui, « des maladresses, des raideurs ou des emphases bien juvéniles ». Plusieurs d'entre elles avaient toutefois paru dans des livres à tirage limité et, avec accord de Jaccottet, dans le volume Philippe Jaccottet : pages retrouvées... de Jean Pierre Vidal, qui les avait réunies. Ces notes composent une sorte de « prélude » à La Semaison.

## Taches de soleil, ou d'ombre (notes sauvegardées, 1952-2005)
Ce dernier recueil de notes, publié aux éditions Le bruit du temps (dirigées par Antoine Jaccottet, le fils du poète) en mars 2013, comprend des notes que Jaccottet a décidé de publier, après les avoir délaissées lors du choix des textes à conserver dans les ouvrages précédents.